# Levine
Levine oder LeVine ist ein Familienname, der ein Patronym zu Levi darstellt.

## Varianten
- Levi

## Namensträger
- Adam Levine (* 1979), US-amerikanischer Musiker
- Amy-Jill Levine (* 1956), US-amerikanische jüdische Neutestamentlerin
- Anna Levine (* 1953), US-amerikanische Schauspielerin
- Arnold J. Levine (* 1939), US-amerikanischer Biologe und Krebsforscher
- Beth Levine (1960–2020), US-amerikanische Internistin und Krebsforscherin
- Carin Levine (* um 1955), US-amerikanische Flötistin
- Dan Levine, US-amerikanischer Filmproduzent
- David Levine (Karikaturist) (1926–2009), US-amerikanischer Karikaturist
- David Levine (Pianist) (1949–1993), US-amerikanischer Pianist
- David D. Levine (* 1961), US-amerikanischer Schriftsteller
- Dov Levine (* 1958), israelisch-amerikanischer Physiker
- Erik Levine (* 1960), US-amerikanischer Künstler
- Eugen Leviné (1883–1919), deutscher Revolutionär und Politiker (KPD)
- Eva Braun Levine (* 1916), polnische Holocaustüberlebende
- Hank Levine (* 1965), deutscher Filmproduzent, Regisseur und Autor
- Harry G. Levine (* 1945), US-amerikanischer Soziologe
- Henry Levine (1907–1989), britisch-amerikanischer Jazztrompeter
- Irwin Levine (1938–1997), US-amerikanischer Komponist
- Irving R. Levine (1922–2009), US-amerikanischer Journalist und Fernsehmoderator
- Isaac Don Levine (1892–1981), US-amerikanischer Journalist und Autor
- Jack Levine (1915–2010), US-amerikanischer Maler
- James Levine (1943–2021), US-amerikanischer Dirigent
- James S. Levine (* 1974), US-amerikanischer Komponist
- Jerome Levine (1937–2006), US-amerikanischer Mathematiker
- Jesse Levine (* 1987), US-amerikanischer Tennisspieler
- Jonathan Levine (* 1976), US-amerikanischer Regisseur und Drehbuchautor
- Joseph Levine (* 1952), US-amerikanischer Philosoph
- Joseph E. Levine (1905–1987), US-amerikanischer Filmproduzent, Filmverleiher und -finanzier
- Keith Levine, US-amerikanischer Film- und Fernsehproduzent
- Ken Levine (* 1966), US-amerikanischer Computerspielentwickler
- Larry Levine (1928–2008), US-amerikanischer Tontechniker
- Les Levine (* 1935), irisch-amerikanischer Video- und Medienkünstler
- Marc Levine (Mathematiker) (* 1952), US-amerikanischer Mathematiker
- Marc Levine (Politiker) (* 1974), US-amerikanischer Politiker
- Mark Levine (1938–2022), US-amerikanischer Jazzpianist und -posaunist
- Mel Levine (* 1943), US-amerikanischer Politiker
- Michael Levine (* 1939), US-amerikanischer Agent
- Myron M. Levine (* 1944), US-amerikanischer Mediziner
- Nigel Levine (* 1989), britischer Leichtathlet
- Norman Levine (1923–2005), kanadischer Schriftsteller
- Peter A. Levine (* 1942), US-amerikanischer Biophysiker, Psychologe und Trauma-Therapeut
- Philip Levine (Mediziner) (1900–1987), US-amerikanischer Hämatologe
- Philip Levine (Altphilologe) (1922–2018), US-amerikanischer Altphilologe und Paläograf
- Philip Levine (Dichter) (1928–2015), US-amerikanischer Dichter und Hochschullehrer
- Philip Levine (Politiker) (* 1975), US-amerikanischer Politiker und Bürgermeister von Miami Beach
- Rachel Levine (* 1957), US-amerikanische Kinderärztin und Regierungsbeamtin
- Rachmiel Levine (1910–1998), US-amerikanischer Mediziner und Diabetes-Forscher
- Raphael David Levine (* 1938), israelischer Chemiker
- Rhoda Levine, US-amerikanische Opernregisseurin, Choreographin, Autorin und Hochschullehrerin
- Robert Levine (Schauspieler) (* 1931), US-amerikanischer Schauspieler
- Robert A. LeVine (1932–2023), US-amerikanischer Erziehungswissenschaftler
- Robert V. Levine (1945–2019), US-amerikanischer Psychologe
- Rosa Meyer-Leviné (1890–1979), deutsche Autorin und politische Aktivistin
- Ross Levine (* 1960), US-amerikanischer Wirtschaftswissenschaftler und Hochschullehrer
- Rozanne Levine (1945–2013), US-amerikanische Jazzmusikerin und Fotografin
- Samm Levine (* 1982), US-amerikanischer Schauspieler
- Samuel Levine (1903–unbekannt), US-amerikanischer Auftragsmörder
- Samuel H. Levine, US-amerikanischer Film- und Theaterschauspieler
- Sherrie Levine (* 1947), US-amerikanische Fotografin und Konzeptkünstlerin
- Steve Levine, britischer Musikproduzent
- Suzan G. LeVine (* 1969), US-amerikanische Unternehmerin und Diplomatin
- Ted Levine (* 1957), US-amerikanischer Schauspieler
- Toti Levine (* 1959), US-amerikanische Filmproduzentin